# Alfred George Greenhill
Alfred George Greenhill FRS (Londres, 29 de novembro de 1847 — Londres, 10 de fevereiro de 1927) foi um matemático britânico.
Em 1888 foi eleito fellow da Royal Society. Foi palestrante plenário do Congresso Internacional de Matemáticos em Heidelberg (1904: The mathematical theory of the top considered historically). Em 1921 foi eleito membro correspondente da Académie des Sciences.

## Obras
- A. G. Greenhill Differential and integral calculus, with applications ( London, MacMillan, 1886) archive.org
- A. G. Greenhill, The applications of elliptic functions (MacMillan & Co, New York, 1892). University of Michigan Historical Mathematical Collection.
- A. G. Greenhill, A treatise on hydrostatics (MacMillan, London, 1894) archive.org
- A. G. Greenhill The dynamics of mechanical flight (Constable, London, 1912) archive.org